# A.S. - Indagine a Berlino
A.S. - Indagine a Berlino (A.S. - Gefahr ist sein Geschäft) è una serie televisiva tedesca trasmessa in Italia nel 1996.

## Trama
La serie racconta del detective privato Alexander Stein che si guadagna da vivere indagando per conto dei suoi clienti con metodi non proprio ortodossi. Per questo motivo si scontra spesso con il commissario di polizia Krüger, che è anche un suo vecchio amico fin dai tempi dell'infanzia. Ad aiutarlo c'è anche Sonja, una callgirl. Nel tempo libero Alexander frequenta Il capriccio, un bar gestito da una donna italiana, Anna Capelli.

## Episodi
| n° | Titolo tedesco                          | Titolo italiano                   | Prima TV Germania |
| -- | --------------------------------------- | --------------------------------- | ----------------- |
| 01 | Der kleine Bruder                       | L'eredità (prima e seconda parte) | 3 gennaio 1995    |
| 02 | Ich bereue nichts                       | L'eredità (prima e seconda parte) | 8 gennaio 1995    |
| 03 | Der Russe                               | Il russo                          | 15 gennaio 1995   |
| 04 | Hungrige Augen                          | Una questione di principio        | 22 gennaio 1995   |
| 05 | Die Jacke                               | Senza alcun sospetto              | 31 gennaio 1995   |
| 06 | Das Schlitzohr                          | Per amore di Vera                 | 14 febbraio 1995  |
| 07 | Die Diva                                | La diva                           | 21 febbraio 1995  |
| 08 | Affäre Cicero                           | Il cavaliere della rosa           | 7 marzo 1995      |
| 09 | Rosen und Tod                           | Il ciclista                       | 14 marzo 1995     |
| 10 | Kidnapping                              | Per amore                         | 11 aprile 1995    |
| 11 | Verschollen                             | L'ultimo bluff                    | 28 marzo 1995     |
| 12 | Schande                                 | Un alibi di ferro                 | 4 aprile 1995     |
| 13 | Über Tote soll man nicht schlecht reden | Un fatto personale                | 23 maggio 1995    |
| 14 | Der Schein trügt                        | Vuoto di memoria                  | 2 maggio 1995     |
| 15 | Der Test                                | Il test                           | 30 maggio 1995    |
| 16 | Schatten der Vergangenheit              | Ombre del passato                 | 16 maggio 1995    |
| 17 | Ein rabenschwarzer Tag                  | Gli occhi della notte             | 25 aprile 1995    |
| 18 | Bitte töte ihn                          | Uccidilo ti prego                 | 9 maggio 1995     |
| 19 | Der böse Bruder                         | L'eredità contesa                 | 6 maggio 1995     |
| 20 | Auf eigene Faust                        | Tutti gli uomini di Ludmilla      | 13 maggio 1995    |
| 21 | Liebe macht blind                       | Doppio tradimento                 | 20 giugno 1995    |
| 22 | Ich bin unschuldig                      | La luce dei diamanti              | 27 giugno 1995    |
| 23 | Umarmung mit dem Tod                    | L'occhio di Indra                 | 13 maggio 1997    |
| 24 | Der Serienkiller – Klinge des Todes     | La luce della verità              | 20 maggio 1997    |
| 25 | Mord ist kein Zufall                    | Tappeti orientali                 | 4 maggio 1998     |
| 26 | Unter der Gürtellinie                   | Compassione                       | 11 maggio 1998    |
| 27 | Letzter Bluff                           | Mezze verità                      | 18 maggio 1998    |
| 28 | Daniela                                 | Daniela                           | 25 maggio 1998    |
| 29 | Das Tier                                | Il gorilla                        | 8 giugno 1998     |